# Старокучергановский сельсовет
Старокучергановский сельсовет — сельское поселение в Наримановском районе Астраханской области России, самое крупное сельское поселение Астраханской области с численностью населения свыше 10 тысяч человек. Административный центр — село Старокучергановка.

## География
Старокучергановский сельсовет расположен в правобережье реки Волга, юго-западнее Астрахани.

## История
Старокучергановский сельсовет образован в составе Кучергановской волости Астраханского уезда в 1919 году, включён в состав Зацаревского района в июле 1925 года, передан в состав Трусовского района в 1928 году, Наримановского района в 1931 году, Приволжского района в 1944 году, Наримановского района в 1963 году.
6 августа 2004 года в соответствии с Законом Астраханской области № 43/2004-ОЗ установлены границы муниципального образования, сельсовет наделён статусом сельского поселения.

## Население
| 2010    | 2012    | 2013    | 2014    | 2015  | 2016  | 2017    |
| ------- | ------- | ------- | ------- | ----- | ----- | ------- |
| 9259    | ↗9372   | ↗9536   | ↗9724   | ↗9940 | ↗9977 | ↗10 061 |
| 2018    | 2019    | 2020    | 2021    |       |       |         |
| ↗10 144 | ↗10 181 | ↘10 061 | ↗10 106 |       |       |         |

## Состав сельского поселения
| № | Населённый пункт  | Тип населённого пункта       | Население |
| - | ----------------- | ---------------------------- | --------- |
| 1 | Биштюбинка        | село                         | ↗1137     |
| 2 | Межозёрный        | посёлок                      | →4        |
| 3 | Новокучергановка  | село                         | ↘502      |
| 4 | Старокучергановка | село, административный центр | ↗6833     |
| 5 | Трусово           | посёлок                      | ↗1738     |